# Пацанув (гмина)
Пацанув (пол. Pacanów) — городско-сельская гмина (волость) в Польше, входит как административная единица в Буский повет, Свентокшиское воеводство. Население — 7986 человек (на 2004 год).

## Демография
| Перепись                       | Всего   | Всего | Женщины | Женщины | Мужчины | Мужчины |
| ------------------------------ | ------- | ----- | ------- | ------- | ------- | ------- |
| Единицы                        | человек | %     | человек | %       | человек | %       |
| Население                      | 7986    | 100   | 4121    | 51,6    | 3865    | 48,4    |
| Плотность населения (чел./км²) | 64,5    | 64,5  | 33,3    | 33,3    | 31,2    | 31,2    |

## Соседние гмины
1. Гмина Лубнице
2. Гмина Менджехув
3. Гмина Новы-Корчин
4. Гмина Олесница
5. Гмина Солец-Здруй
6. Гмина Стопница
7. Гмина Щуцин